# Joseph Slepian
Joseph Slepian (11 février 1891 - 19 décembre 1969) est un ingénieur électricien américain connu pour ses contributions au développement des appareils électriques et de la théorie.

## Biographie
Né à Boston, d'immigrants juifs russes, il étudie les mathématiques à l'Université Harvard, d'où il obtient un B.Sc. (1911), une maîtrise ès sciences (1912) et doctorat pour la thèse On the Functions of a Complex Variable Defined by an Ordinary Differential Equation of the First Order and First Degree dirigée par George David Birkhoff (1913). Parallèlement, il travaille également au Boston Elevated Railway.
Après son doctorat, il devient boursier Sheldon à l'Université de Göttingen en Allemagne, va à l'Université de la Sorbonne à Paris, avant de devenir professeur de mathématiques à l'Université Cornell (1915). Il rejoint Westinghouse Electric à East Pittsburgh (1916) dans le département des moteurs ferroviaires, puis au département de recherche (1917) à Forest Hills (PA) où il devient chef (1922), ingénieur-conseil (1926) et directeur associé (1938 – 1956) et développe plus de deux cents brevets. Slepian fait un travail préparatoire important pour le betatron (1927). Il reçoit la médaille IEEE Edison (1947) pour son travail sur le parafoudre à soupape automatique, le Disjoncteur à déions et l'ignitron.
Il écrit plus de 120 articles et essais et publie le livre Conductivity of electricity in gases (1933). Sa carrière est quelque peu écourtée par un accident vasculaire cérébral (1951). Il est le père du mathématicien David Slepian.